# Доклады МИД Республики Беларусь о нарушениях прав человека
Доклады МИД Республики Беларусь о правах человека — публикации белорусского внешнеполитического ведомства о правах человека в США, Канаде, Швейцарии, Норвегии и ряде стран Евросоюза.
Первый доклад, «Нарушения прав человека в отдельных странах мира в 2012 году», вышел в 2013 году и, помимо СМИ местного значения, привлек внимание «Радио Свобода».
Второй доклад, «Наиболее резонансные случаи нарушения прав человека в отдельных странах мира: 2013», вышел в феврале 2014 года. Представительство Евросоюза в Минске сообщило, что принимает доклад во внимание По сообщению агентства Синьхуа, при презентации представитель МИД РБ пояснил, что в докладе освещена ситуация в тех странах, которые приняли санкции против Белоруссии на основании своей оценки положения с правами человека в стране. Посол Франции в РБ заявила, что доклад «не совсем уместен».
Доклад за 2014 год, помимо СМИ Союзного государства России и Белоруссии, привлёк внимание «DELFI».
После перерыва, новый доклад был выпущен в июне 2021 года.